# Samsu
Samsu (Hán Việt: (Tam Thủy quận) là một kun, hay huyện, ở tỉnh Ryanggang, Bắc Triều Tiên. Trước năm 1954, huyện này thuộc tỉnh Nam Hamgyong.
Phía bắc huyện Samsu giáp sông Áp Lục là biên giới giữa Bắc Triều Tiên và Cộng hoà Nhân dân Trung Hoa. Huyện cũng giáp tỉnh Bắc Pyongan. Về phía nam, huyện này nằm ở mũi bắc của cao nguyên Kaema. Phía nam và tây của huyện là núi. Địa hình huyện này núi non hiểm trở.
Đỉnh cao nhất Samsu là Turungbong (두릉봉, 1921 m). Sông chính là sông Changjin, sông Chungpyong, và Áp Lục. Kinh tế chủ yếu là lâm nghiệp và nông nghiệp.
Tuyến đường sắt Hyesan-Manpo-Chongnyon chạy qua huyện này.